# 埃塞克斯街 (纽约)

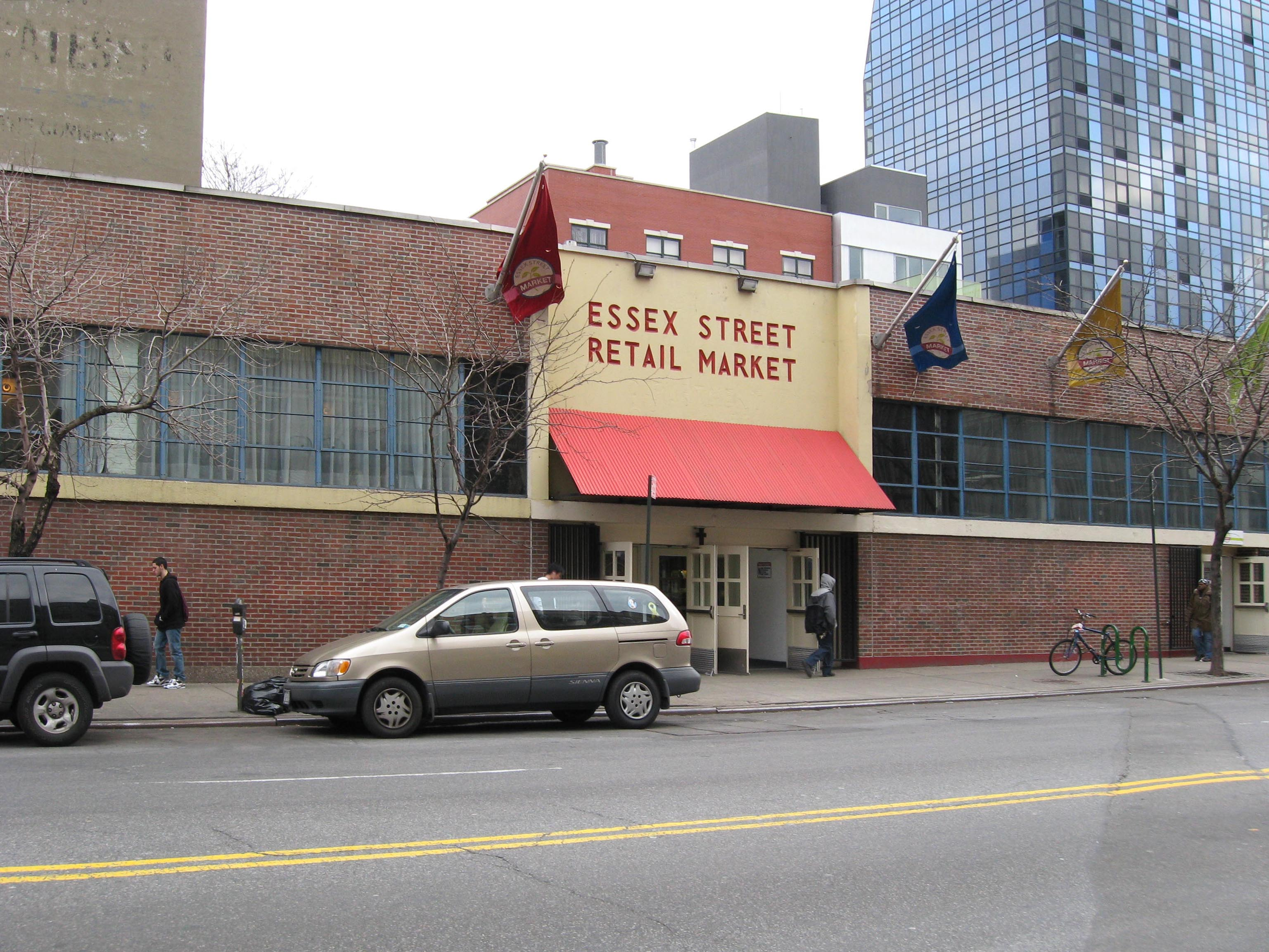
埃塞克斯街零售市場

埃塞克斯街，另譯亞瑟斯街，是美國紐約州紐約市曼哈頓下東區一條南北向街道。這條街在豪斯頓街以北變為A大道，北上至14街；在運河街以南則變為羅格斯街（Rutgers Street），南下至南街。埃塞克斯街在運河街以北、海斯特街以南的路段東側則是蘇厄德公園。
紐約市地鐵IND第六大道線運行於埃塞克斯街下方，並設有德蘭西街/埃塞克斯街車站和東百老匯車站。

## 歷史
美國革命前夕，小詹姆斯·德蘭西開辟埃塞克斯街作為「德蘭西廣場（Delancey Square）」的東側界綫，並取名於英國埃塞克斯郡。1775年5月，身爲保皇派的小德蘭西啓航返回英格蘭。
這條街曾長期作爲下東區猶太族群聚居地的一部分，包括一家腌黃瓜店和數家猶太宗教儀式用品店在内的衆多猶太商店仍然在此經營。

## 埃塞克斯市場

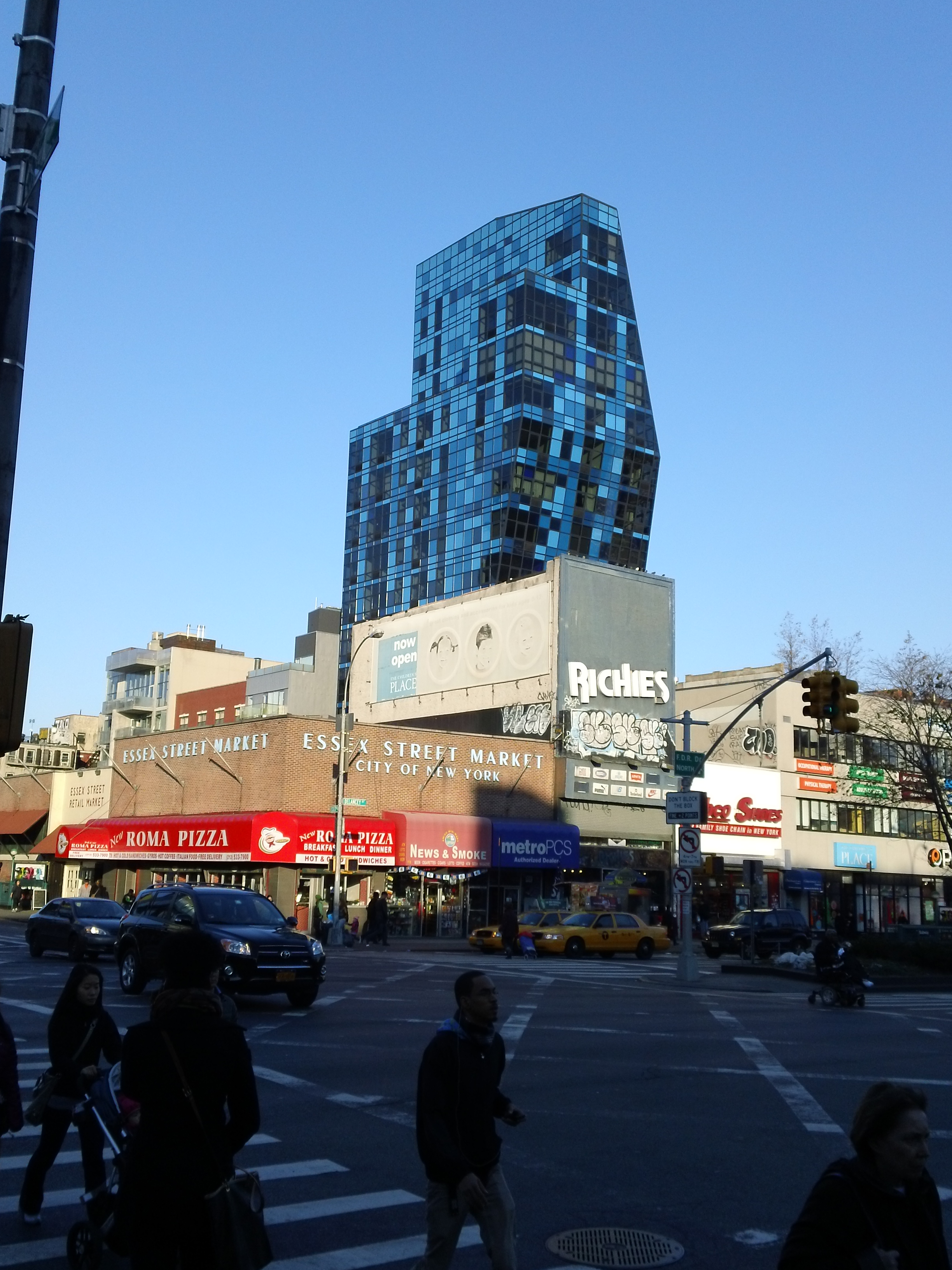
埃塞克斯市场

埃塞克斯市場（英語：Essex Market），舊稱埃塞克斯街市場（Essex Street Market），是一處位於埃塞克斯街120號及德蘭西街的室內零售市場，由時任紐約市市長菲奧雷洛·亨利·拉瓜迪亞主導興建於1930年代末，并於1940年1月9日開門營業。市場總面積爲15,000平方英尺（1,400平方），由大約35處攤位所構成。

## 外部連結
- 紐約歌符（英语：songline）：A大道及埃塞克斯街 （页面存档备份，存于）虛擬徒步之旅
- 穿越華埠：埃塞克斯街 （页面存档备份，存于）店面影像
- 埃塞克斯市場官方主頁